# José Martín
José María Martín Bejarano-Serrano (ur. 6 grudnia 1987 w Rocie) – hiszpański piłkarz występujący na pozycji pomocnika w Cádiz CF.